# Hanov (Lestkov)
Hanov (německy Honau) je malá vesnice, část obce Lestkov v okrese Tachov v Plzeňském kraji. Nachází se asi čtyři kilometry severně od Lestkova. V roce 2021 zde trvale žilo dvanáct obyvatel.
Hanov leží v katastrálním území Hanov u Lestkova o rozloze 7,08 km².

## Historie
První písemná zmínka o vesnici pochází z roku 1367.

## Obyvatelstvo
Při sčítání lidu v roce 1921 zde žilo 192 obyvatel (z toho 82 mužů) německé národnosti a římskokatolického vyznání. Podle sčítání lidu z roku 1930 měla vesnice 206 obyvatel německé národnosti, kteří se kromě jednoho evangelíka hlásili k římskokatolické církvi.
| Rok            | 1869 | 1880 | 1890 | 1900 | 1910 | 1921 | 1930 | 1950 | 1961 | 1970 | 1980 | 1991 | 2001 | 2011 | 2021 |
| -------------- | ---- | ---- | ---- | ---- | ---- | ---- | ---- | ---- | ---- | ---- | ---- | ---- | ---- | ---- | ---- |
| Počet obyvatel | 206  | 201  | 199  | 193  | 182  | 192  | 206  | 130  | 80   | 61   | 30   | 19   | 19   | 13   | 15   |
| Počet domů     | 29   | 30   | 33   | 34   | 34   | 34   | 36   | 29   | 22   | 12   | 8    | 14   | 12   | 12   | 13   |

## Obecní správa
Při sčítání lidu v letech 1850–1963 Hanov byl samostatnou obcí, se kterým patřil nejprve do okresu Teplá, ale v letech 1900–1930 v okrese Planá a v roce 1950 v okrese Mariánské Lázně. Od roku 1964 je částí obce Lestkov v okrese Tachov.

## Další fotografie

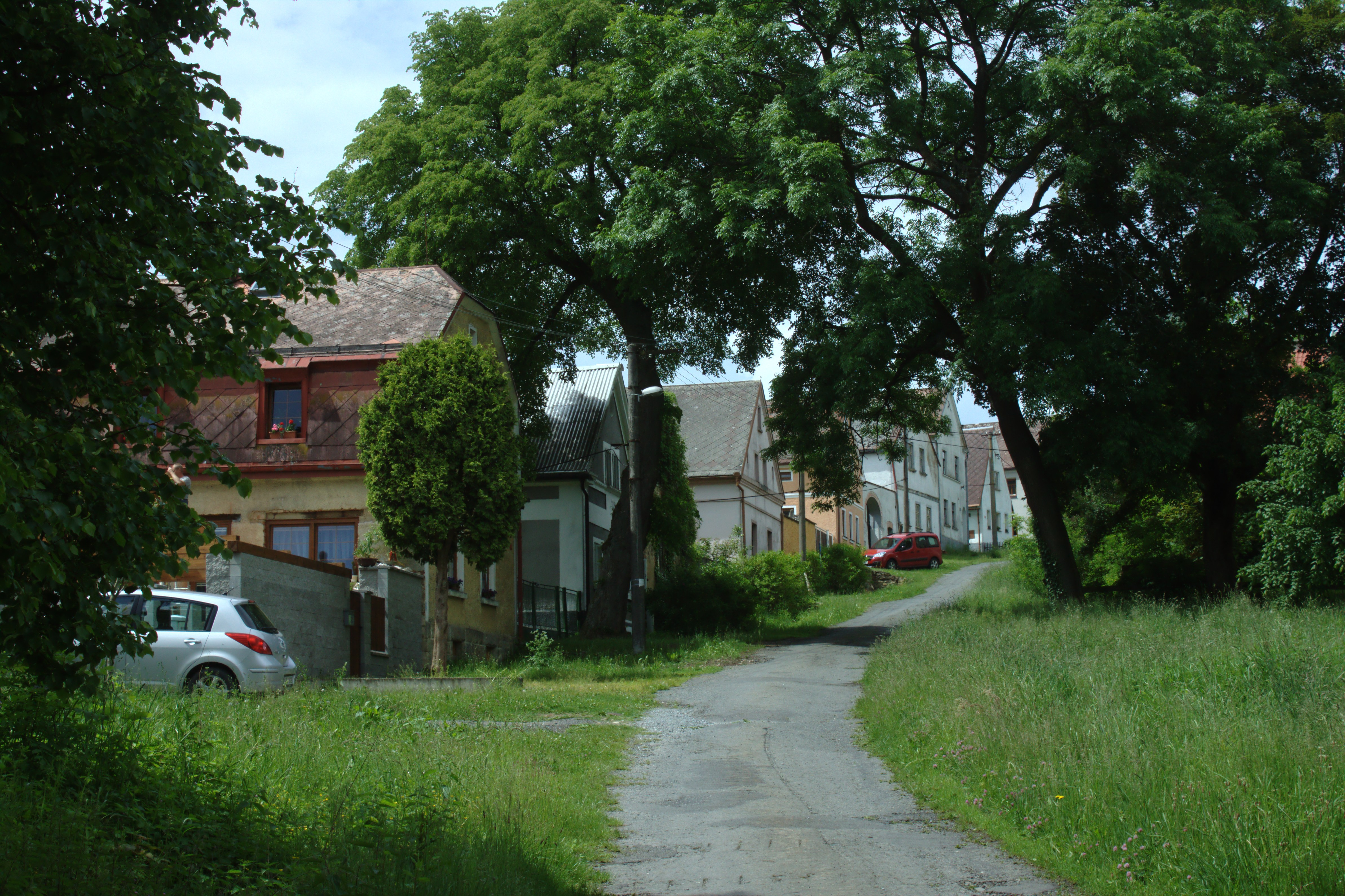
Západní strana návsi
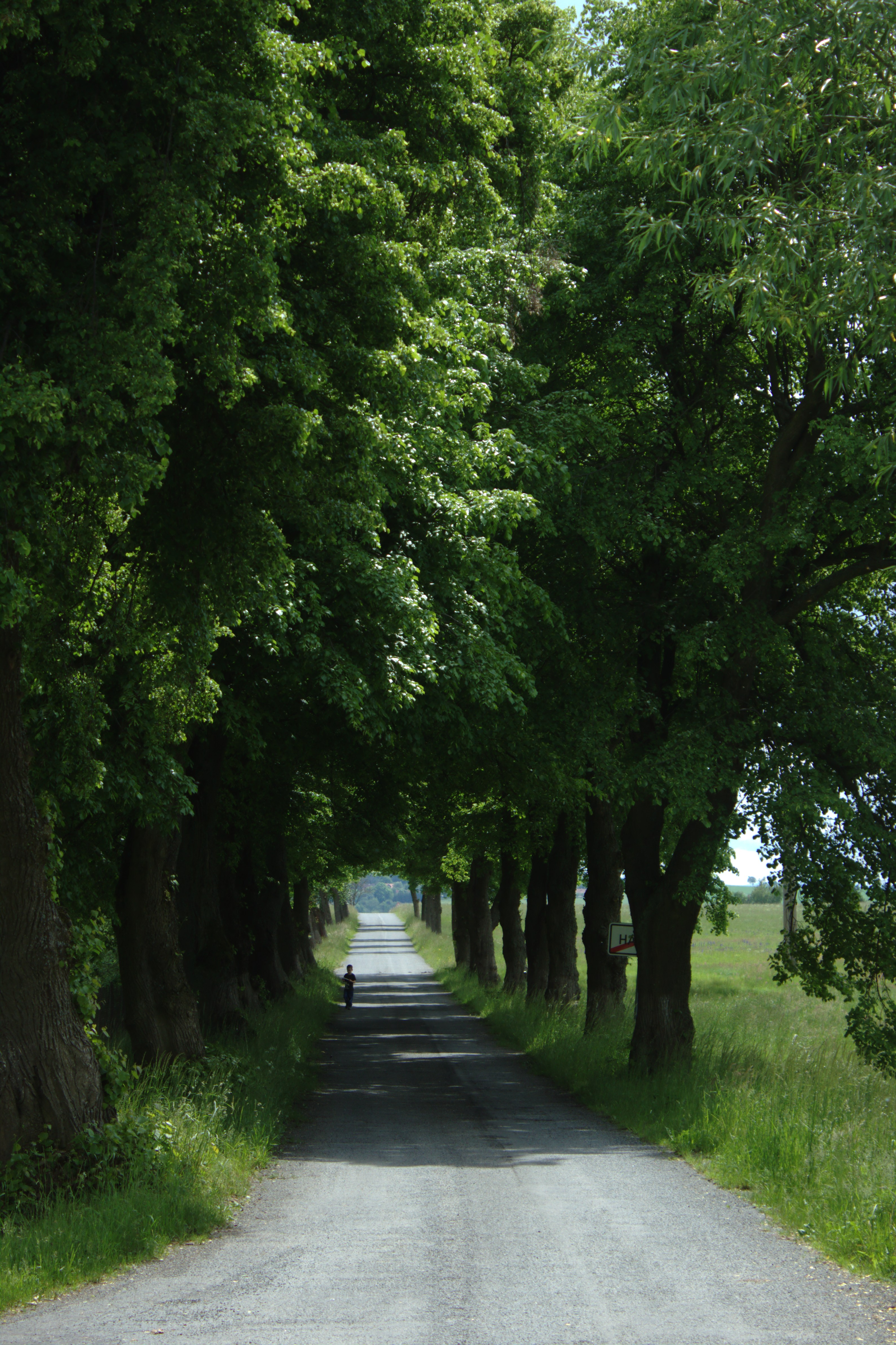
Alej podél silnice k Lestkovu
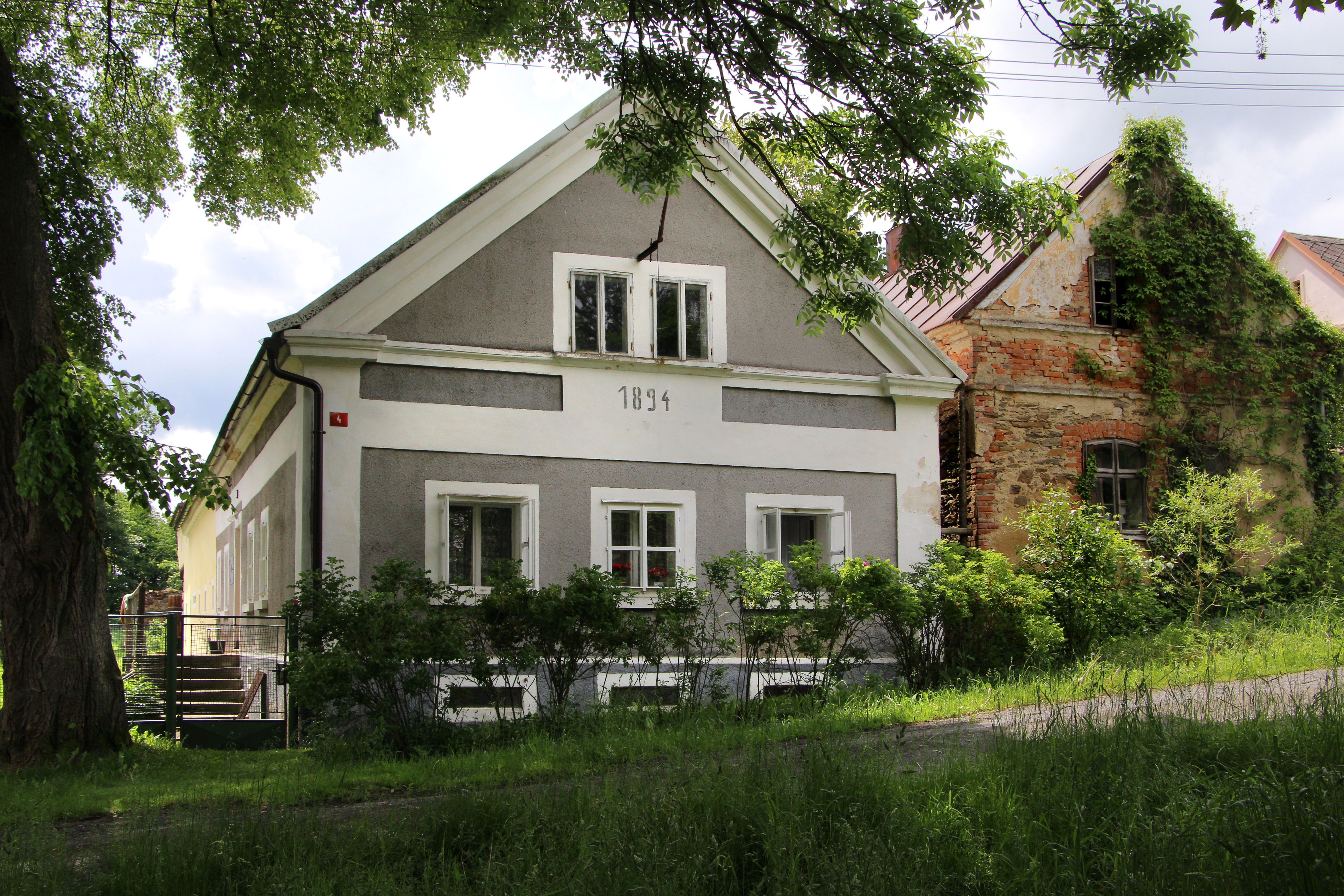
Dům č. 4
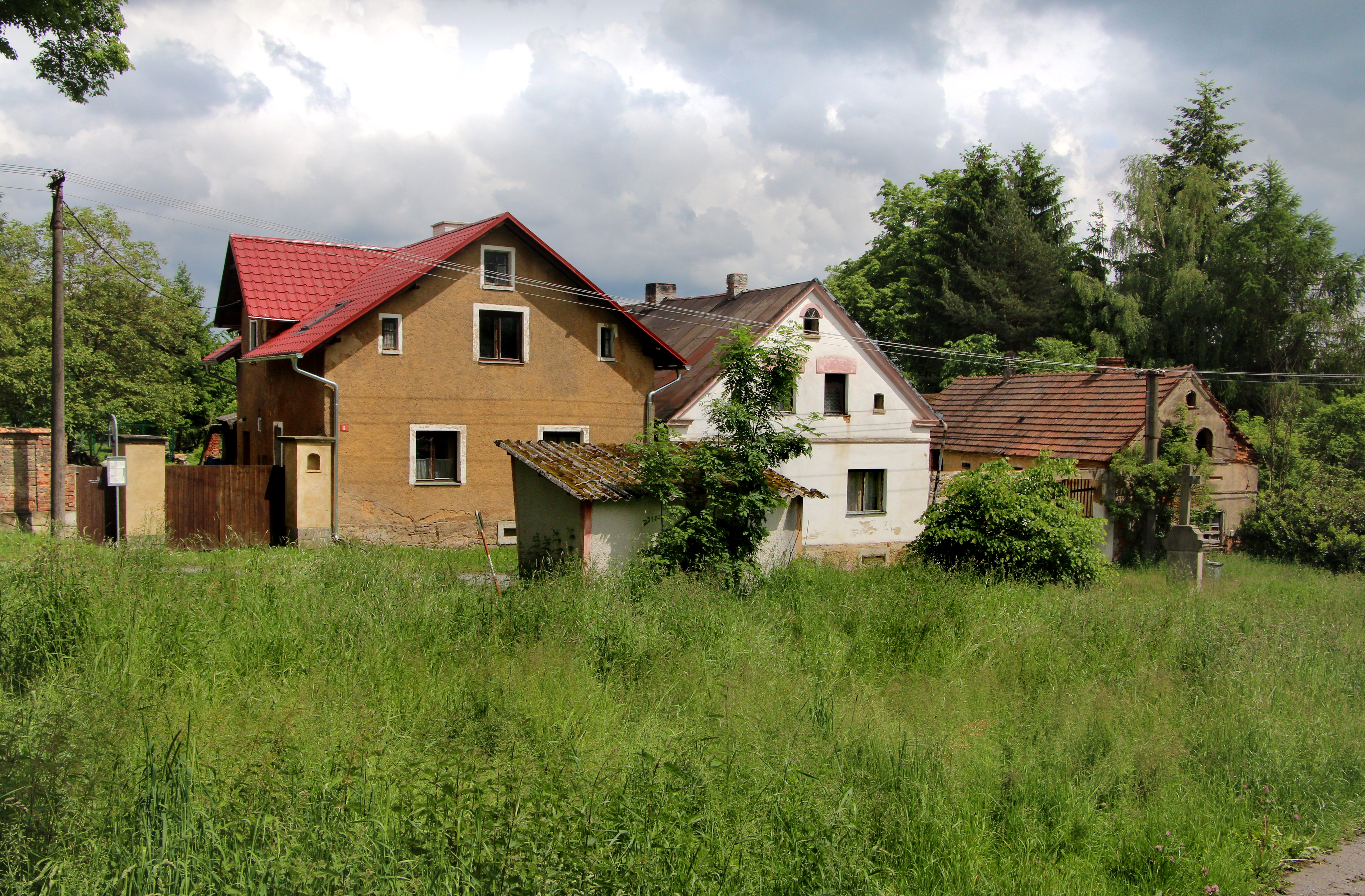
Spodní část návsi